# Якшино (Рыбинский район)
Я́кшино — деревня в Михайловском сельском округе Волжского сельского поселения Рыбинского района Ярославской области .
Деревня расположена с юго-западной стороны автомобильной дороги, идущей от центра сельского округа Михайловского на Александрову Пустынь, между деревнями Котлово (в сторону Михайловского) и близко расположенной деревней Подсосенье (в сторону Александровой Пустыни). Деревня расположена на небольшом удалении от левого берега Иоды, протекающей к северо-востоку. Непосредственно на берегу Иоды стоит деревня Николо-Задубровье. К западу и югу от Якшино — обширный лесной заболоченный массив, разделяющий долины реки Черёмухи и её притока Иода, часть этого массива занята Чудиновским болотом .
Село Якшино указано на плане Генерального межевания Рыбинского уезда 1792 года, 
На 1 января 2007 года в деревне числилось 8 постоянных жителей . Почтовое отделение, находящееся в деревне Семенники, обслуживает в Якшино 4 дома .